# 盔顶

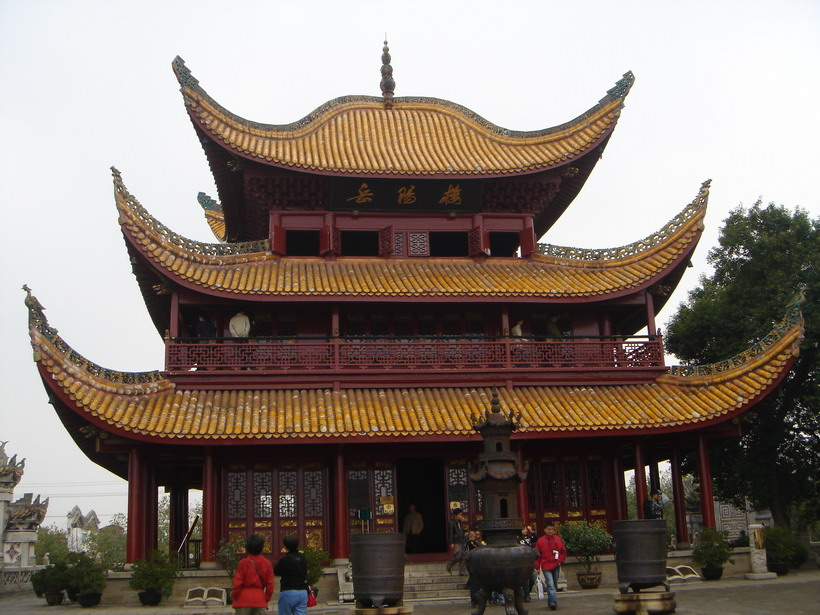
盔顶的岳阳楼

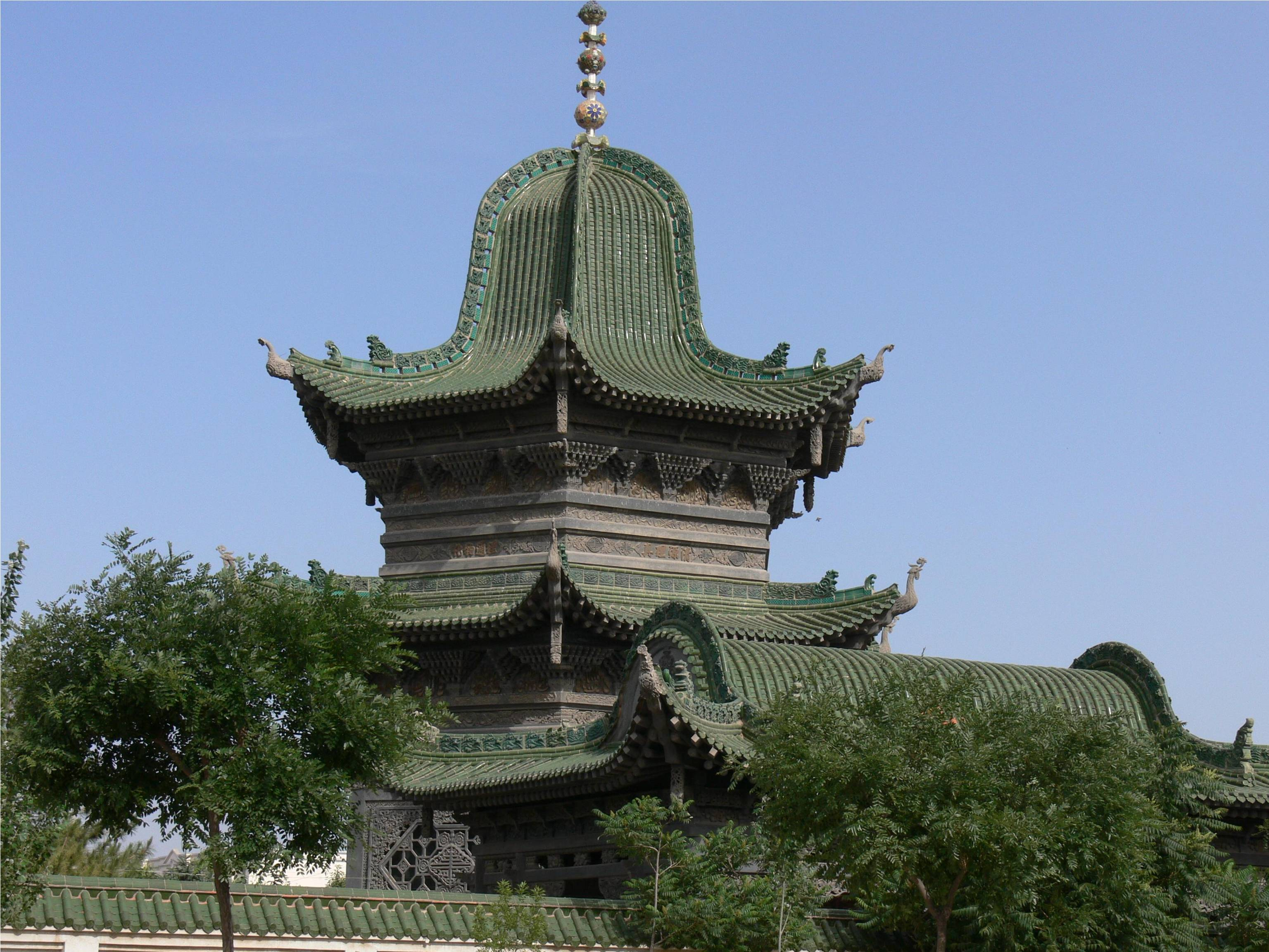
不少拱北使用盔頂。

盔顶是中国古建筑的屋顶样式之一，其特征是没有正脊，各垂脊交会于屋顶正中，即宝顶。在这一点上，盔顶和攒尖顶相同，所不同的是，盔顶的斜坡和垂脊上半部向外凸，下半部向内凹，断面如弓，呈头盔状。盔顶多用于碑、亭等礼仪性建筑。
南宋人所作的《宫苑图》（传为唐朝人所作）中就有盔顶建筑。现存最大的盔顶建筑是湖南的岳阳楼。

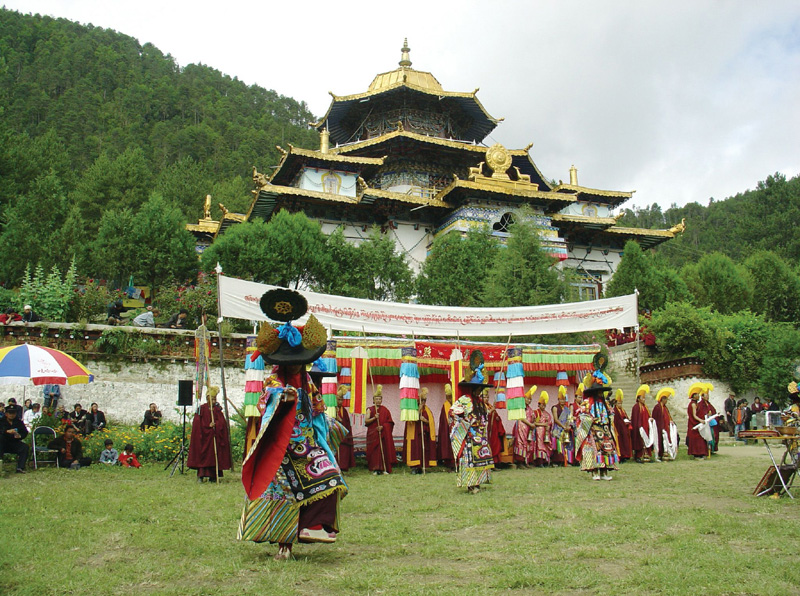
喇嘛岭寺具有类似盔顶的样式。